# آيت علي (دار الجامع)
آيت علي هي إحدى مشيخات المملكة المغربية، تتبع جغرافيا لإقليم الحوز وإداريًا لدار الجامع. يقدر عدد سكانها بـ 20849 نسمة حسب الإحصاء الرسمي للسكان والسكنى لسنة 2004.